# Law & Order: UK (seizoen 5)
Dit artikel vat het vijfde seizoen van Law & Order: UK samen. Dit seizoen liep van 10 juli 2011 tot en met 14 augustus 2011 en bevatte zes afleveringen.

## Hoofdrollen
- Bradley Walsh - rechercheur Ronnie Brooks
- Jamie Bamber - rechercheur Matt Devlin
- Harriet Walter - hoofd recherche Natalie Chandler
- Freema Agyeman - hulpofficier van justitie Alesha Phillips
- Dominic Rowan - eerste hulpofficier van justitie Jacob Thorne
- Peter Davison - officier van justitie Henry Sharpe

## Terugkerende rollen
- Tariq Jordan - Teddy
- Jessica Gunning -  Angela
- George Anton - dr. Roddy Armitage

## Afleveringen
| Nr. | Aflevering | Titel         | Regisseur     | Schrijver(s)         | Selectie gastrollen | Uitzenddatum     |  |
| --- | ---------- | ------------- | ------------- | -------------------- | --- | ---------------- |  |
| 27 | 1          | The Wrong Man | Marisol Adler | Debbie O'Malley      | James Fox - dr. Edward Austen Hugh Skinner - Ian Naylor Pip Torrens - Philip Nevins Frances Tomelty - verpleegster Logan Ben Righton - dr. Adrian Grant                                                               | 10 juli 2011     |  |
| Deze aflevering is gebaseerd op Prescription for Death. Suzanne Morton sterft onder verdachte omstandigheden op de spoedeisende hulp in het ziekenhuis. Haar vader roept de hulp in van Brooks en Devlin voor verder onderzoek. Zij ontdekken dat Morton niet de eerste is die onder verdachte omstandigheden is gestorven op de spoedeisende hulp. Tevens ontdekken zij dat zij waarschijnlijk gestorven is door een foute reactie op verschillende medicijnen. Als eerste verdachte hebben zij dr. Grant, hij was de behandelende arts van Morton op het moment dat zij stierf. De zaak wordt al snel gecompliceerd maar de rechercheurs ontdekken wel dat er gegevens veranderd zijn in het dossier van Morton en de verdachte een kaartje enkele reis België in zijn bezit heeft. Het lukt hen de verdachte te arresteren voordat hij naar België kan vertrekken. Nu raken de rechercheurs verstrikt in een web van leugens, zoals een podotherapeut die een andere arts wilde vergiftigen, een verpleegster die betaald werd om te zwijgen en de respectvolle dokter dr. Austen met een historie van alcoholisme en verslaafd is aan pijnstillers. Nu moeten de aanklagers beslissen wie zij zullen aanklagen. Verder onderzoek wijst uit dat dr. Austen een rol speelde in de verdachte sterfgevallen en dat hij onder invloed was toen hij voor een consult bij Morton geroepen werd. Door deze ontdekking wordt besloten om dr. Austen voor de rechter te dagen voor dood door schuld. |            |               |               |                      | |                  |  |
| 28 | 2          | Safe          | Julian Holmes | Emilia Di Girolamo   | Patricia Potter - Yvette Dyer John Bowler - Gregor Browning Amy Strange - Kayla Stark Diveen Henry - Bernice Bradley George Rainsford - Jimmy Burton Robin Berry - Rob Whitely Crispin Redman - rechter Rory Richards | 17 juli 2011     |  |
| Deze aflevering is gebaseerd op Angel. Wanneer Kayla Stark de ontvoering meldt van haar tweejarige oude zoon Ryan vanaf een draaimolen, gaan Brooks en Devlin op onderzoek uit. Als eerste verdenken zij de ex-vriend van Stark. Hij is de biologische vader van Ryan. Maar als de rechercheurs de camerabeelden van de omgeving bestuderen, ontdekken zij dat Ryan nooit bij de draaimolen is geweest en dat de kinderwagen die Stark bij zich had al die tijd leeg was. Dan valt de verdenking op de huidige vriend van Stark, Rob Whitely. Als Ryan dan dood in hun flat wordt gevonden, denken de rechercheurs dat zij de dader hebben. Nu moeten Phillips en Thorne besluiten wie zij aanklagen voor de moord op Ryan. Later besluiten zij dat zij zowel Stark als Whitely voor de rechter brengen voor de moord op Ryan. |            |               |               |                      | |                  |  |
| 29 | 3          | Crush         | Mat King      | Nicholas Hicks-Beach | Greg Wise - Gavin Williams Charlotte Emmerson - Jane Williams Penny Downie - Rachel Mathesson Adjoa Andoh - Lilly | 24 juli 2011     |  |
| Deze aflevering is gebaseerd op Humiliation. escort Katerina Cizik wordt doodgestoken in een motelkamer gevonden. Brooks en Devlin gaan op onderzoek uit. Zij vinden £ 4.000 en een boekje waar meer betalingen instaan en vermoeden dat de moord te maken heeft met chantage. Hun eerste verdenking valt op de portier van het motel die toevallig weg was op het moment van de moord. Maar dan komt een geheime relatie tussen het slachtoffer en een arts aan het licht. Dit zorgt laat ervoor dat de rechercheurs geloven dat de jaloerse vrouw van de arts probeert haar man erin te luizen. De ontmoetingen tussen de arts en de escort zorgde ervoor dat de man besmet werd met herpes. Dit gaf hij weer door aan zijn vrouw die hierop zwanger werd en haar baby besmette met hersenverlamming. |            |               |               |                      | |                  |  |
| 30 | 4          | Tick Tock     | Mark Everest  | Richard Stokes       | Lesley Manville - Phyllis Gladstone Louise Brealey - Joanne Vickery Glenn Doherty - Frank Shane Tommy McDonnell - Sam Bishop                                                                                          | 31 juli 2011     |  |
| Deze aflevering is gebaseerd op Hot Pursuit. Tijdens het onderzoek van Brooks en Devlin bij een schietpartij in een nachtclub, waar twee onschuldige omstanders de dood vonden, krijgen de rechercheurs een melding van nog een schietpartij. Een slijterij werd overvallen door twee mensen met een Tony Blair- en Margaret Thatcher-masker op. Hierbij werd ook een omstander neergeschoten. Wanneer een vierde slachtoffer wordt gevonden, het betreft de eigenaar van de nachtclub, valt de verdenking op de mentale onstabiele Irakoorlogveteraan Andy Bishop. Wanneer zij Bishop kunnen lokaliseren, wordt de situatie ineens gecompliceerd als Bishop wordt neergeschoten door zijn vriendin Joanne Vickers. Phillips en Thorne hebben nu de zware taak om Vickers voor het gerecht te brengen. Zij verklaart dat zij onder dwang mee had geholpen met de schietpartijen. Dit omdat zij in het verleden werd ontvoerd en misbruikt werd door Bishop. De advocaat van Vickers wil dat zij ontoerekeningsvatbaar wordt verklaard door de ontvoering. Thorne geloofd dit echter niet en wil haar berechten voor alle moorden. |            |               |               |                      | |                  |  |
| 31 | 5          | Intent        | Julian Holmes | Debbie O'Malley      | Samuel West - Lucas Boyd Jill Baker - Margaret Rumsfield Cara Horgan - Elizabeth Lerner Anna Wilson-Jones - Camilla Mallon Annabel Mullion - Eleanor                                                                  | 7 augustus 2011  |  |
| Deze aflevering is gebaseerd op Privileged. Wanneer het echtpaar David en Elaine Lerner vermoord worden gevonden in hun huis, gaan Brooks en Devlin op onderzoek uit. Zij ontdekken dat het echtpaar pas zes maanden in dit huis woonde en dat zij dit hun droomhuis vonden. De rechercheurs hebben grote moeite voor het vinden van een motief voor de dubbele moord. Dan richten zij hun aandacht op de vorige bewoners. Het betreft het gescheiden koppel Camilla Mallon en Lucas Boyd. Zij waren enkele jaren daarvoor verwikkeld in een grote fraudezaak met een hedgefonds. Via camerabeelden zien zij dat Boyd in de buurt was ten tijde van de dubbele moord. Tevens wordt zijn vingerafdruk gevonden in het bloed van Elaine. Dan wordt duidelijk dat Boyd in de nacht van de dubbele moord stomdronken was en per ongeluk naar zijn oude huis ging, daar stak hij het echtpaar dood. Phillips en Thorne klagen Boyd aan voor de dubbele moord, zij krijgen echter tegenstand van de oude mentor Margaret Rumsfield van Thorne die als advocaat optreedt van Boyd. Rumsfield wil dat de aanklacht van moord veranderd wordt in doodslag vanwege ontoerekeningsvatbaarheid door de alcohol en emotionele stress. |            |               |               |                      | |                  |  |
| 32 | 6          | Deal          | Andy Goddard  | Emilia Di Girolamo   | Lucy Speed - Shannon Blake Jamie Cummings - Kaden Blake Charles Mnene - Mark Ellis Lorraine Burroughs - Marci Wade Ramone Morgan - Chase Wade                                                                         | 14 augustus 2011 |  |
| Deze aflevering is gebaseerd op Slave. Wanneer moeder Lia Brown doodgeschoten wordt gevonden in haar bed gaan Brooks en Devlin op onderzoek uit. Hun verdenking valt meteen op haar echtgenoot, die lijdt aan MS en regelmatig cannabis nam voor zijn pijnbestrijding. Dan wordt er ontdekt dat de kogel die Brown doodde op een afstand van 100 meter werd afgevuurd. Kaden Blake, een dertienjarige zoon van een bekende drugsgebruiker, wordt nu verdacht als de schutter. Hij verklaart dat hij opdracht had gekregen om zijn vriend Chase Wade te vermoorden, maar toen hij schoot miste hij Chase en de kogel vloog toen de slaapkamer binnen van Brown. Als bekend wordt dat Kaden voor Mark Ellis, een bekende crimineel die elke keer van de politie ontsnapte, werkt wil Phillips en Thorne hem strafvermindering aanbieden voor hulp om Ellis te kunnen pakken. Er wordt ontdekt dat de moeder van Kaden haar zoon had verkocht aan Ellis voor gratis crack, en Ellis mishandelde Kaden en liet hem illegale dingen uitvoeren. Ellis wordt voor de rechter gebracht en wordt daar schuldig bevonden aan ontvoering en drugsbezit, Kaden wordt ook gestraft voor de dood van Brown en mag zijn straf uitzitten in een jeugdinrichting. Tijdens het transport van Kaden naar de jeugdinrichting wordt hij beschoten door een man in een auto, Devlin probeert hem te beschermen maar wordt dan zelf ook geraakt door een kogel.                                                       |            |               |               |                      | |                  |  |